# L'Amour quotidien
L'Amour quotidien est une émission de télévision québécoise de téléthéâtre en treize épisodes de 25 minutes, diffusée du 3 juin au 29 août 1975 à la Télévision de Radio-Canada.

## Synopsis
Histoires d'amour vécues au Québec au printemps 1975.

## Épisodes
Tous les épisodes ont été réalisés par Fernand Dansereau et Yolande Rossignol.

### Épisode 1:La Rencontre
- Synopsis : Deux solitudes se croisent tout à coup. C'est l'étonnement, la confrontation, les heurts. Si on a de la chance, c'est l'éblouissement de la communication et l'amour qu'on aperçoit avec timidité.
- Distribution : Madeleine Charlebois, Michel Famelart, Michel Maletto
- Scénarisation : Madeleine Charlebois et Michel Maletto
- Date de diffusion : 3 juin 1975

### Épisode 2:Faire la cour
- Synopsis : On rêve à l'autre. Puis on doute. Il faut parler pour se rassurer. On questionne. On n'arrête pas de vouloir séduire davantage pour s'assurer du bonheur aperçu.
- Distribution : Madeleine Charlebois, Michel Maletto
- Scénarisation : Madeleine Charlebois, Michel Maletto
- Date de diffusion : 10 juin 1975

### Épisode 3:Vivre avec toi
- Synopsis : La vie à deux commence. On découvre qu'on est différent; que cette différence fait tout le charme et toute la souffrance du quotidien.
- Distribution : Aimé Bertrand, Madeleine Charlebois, Michel Maletto, Pierre Parent
- Scénarisation : Madeleine Charlebois et Michel Maletto
- Date de diffusion : 17 juin 1975

### Épisode 4:L'Exigence
- Synopsis : Luc comprend toujours parfaitement les choses, contrairement à madame. Comment peut-on en venir à un équilibre plus adulte face à ce comportement plutôt discriminatoire ?
- Distribution : Anne Morissette et Luc Morissette
- Scénarisation : Anne Morissette et Luc Morissette
- Date de diffusion : 23 juin 1975

### Épisode 5:Le Temps de faire
- Synopsis : Paul a l'intention de créer un cours de sciences naturelles avec les ressources animales et écologiques de la région. Son épouse désire avoir un troisième enfant. Comment concilier ces deux aspirations ?
- Distribution : Anne Morissette et Luc Morissette
- Scénarisation : Anne Morissette et Luc Morissette
- Date de diffusion : 1er juillet 1975

### Épisode 6:Mettre au monde
- Synopsis : Comment aider à naître, grandir, vieillir ?
- Distribution : Karyn Melbye, Anne Morissette, Luc Morissette
- Scénarisation : Anne Morissette et Luc Morissette
- Date de diffusion : 8 juillet 1975

### Épisode 7:L'Argent
- Synopsis : Le quotidien est lié à l'argent. Mais l'argent divise. La difficulté d'apprendre à négocier l'amour à travers les questions d'argent. Surtout quand celui-ci cesse d'être un simple ennui mais devient menace, oppression, responsabilité.
- Date de diffusion : 16 juillet 1975

### Épisode 8:L'Ordre des choses
- Synopsis : En société, il y a des rites à accomplir : mariage, légalité. Nous ne voulons pas que les autres interviennent dans cet amour. Nous craignons pour notre liberté.
- Distribution : Gaétan Tremblay et Francine Trempe
- Scénarisation : Gaétan Tremblay et Francine Trempe
- Date de diffusion : 22 juillet 1975

### Épisode 9:Le Goût de la paix
- Synopsis : Le goût d'une vie juste, accordée à la nature. Le goût de l'harmonie. Le paradis terrestre pour y vivre nos amours : le trouverons-nous jamais ? Peut-être est-il là, à l'intérieur de toi, à l'intérieur de moi ?
- Distribution : Gaétan Tremblay et Francine Trempe
- Scénarisation : Gaétan Tremblay et Francine Trempe
- Date de diffusion : 29 juillet 1975

### Épisode 10:La Déchirure
- Distribution : Jean-Pierre Bernier, Jacqueline Bertrand et Lucie Rondeau
- Date de diffusion : 8 août 1975

### Épisode 11:Le Beau Savoir
- Synopsis : Courant après le bonheur, chacun se dit : si je pouvais voyager, si je pouvais terminer mes études, si je pouvais obtenir tel ou tel succès, je serais heureux. On voyage, on termine ses études, on obtient le succès et pourtant le bonheur est plus loin à l'horizon.
- Distribution : Jean-Pierre Bernier, Jacqueline Bertrand et Lucie Rondeau
- Date de diffusion : 15 août 1975

### Épisode 12:La Distance
- Synopsis : Quand on aime, on veut tout partager. Parfois, le partage s'appauvrit : c'est comme s'il n'y avait plus rien de neuf. Robert et Emmanuelle vont découvrir que pour s'aimer, ils ont besoin d'un peu de distance.
- Date de diffusion : 22 août 1975

### Épisode 13:Et puis après…
- Synopsis : On a aimé, on s'est marié, on a eu des enfants qu'on a aimés de son mieux. Un bon matin, on se réveille : c'est comme si rien ne valait plus rien. Robert et Emmanuelle font cette expérience d'avoir à tout réinventer.
- Distribution : André Gagnon et Danièle Gagnon
- Date de diffusion : 29 août 1975